# Zámělíč
Zámělíč (deutsch Klein Semlowitz) ist ein Ortsteil der Gemeinde Poběžovice (Ronsperg) im Okres Domažlice in Westböhmen.

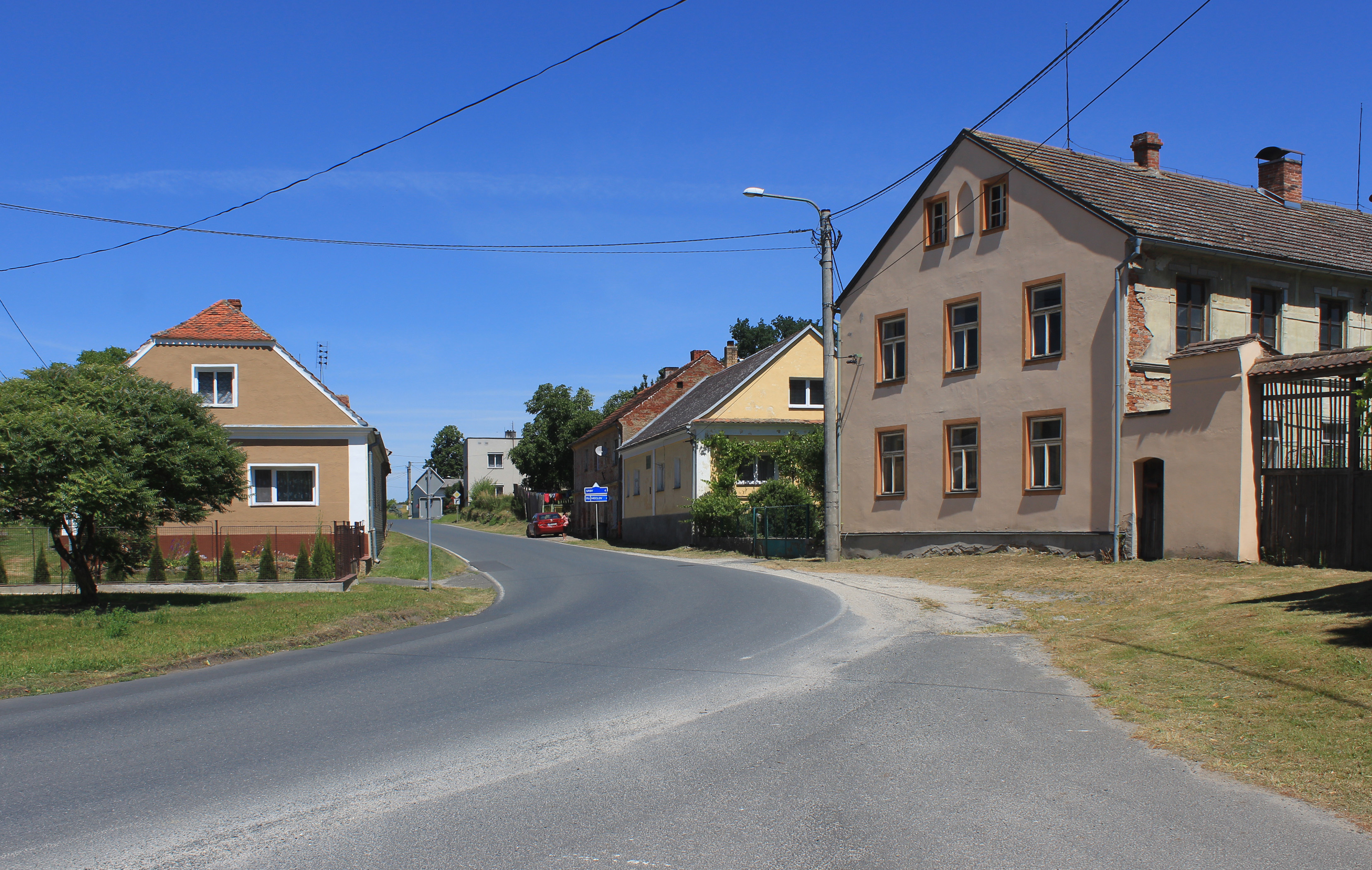
Poběžovice, Zámělíč

## Geografie
Zámělíč liegt etwa zwei Kilometer östlich von Poběžovice am Ufer der Pivoňka.

## Geschichte
1379 wurde Klein Semlowitz im Bernaregister erstmals schriftlich erwähnt.
Der Name Zámělíč (ursprünglich: Zámělíce) und davon lautmalerisch abgeleitet (Klein) Semlowitz ist slawischen Ursprungs.
Der Ort wurde zur Unterscheidung von dem aus Semněvice ebenfalls als (Hohen-, Hoch- oder Groß-) Semlowitz eingedeutschten Ort nördlich von Bischofteinitz Klein Semlowitz genannt.
Klein Semlowitz war bis 1490 nach Schüttwa eingepfarrt, dann nach Metzling und ab 1788 nach Ronsperg.
1656 hatte Klein Semlowitz 14 Bauern, 3 Chalupner, 45 Gespanne, 22 Kühe, 35 Stück Jungvieh, 57 Schafe und 69 Schweine.
1789 hatte es 29 Häuser, 1839 33 Häuser und 204 Einwohner, eine Mühle und ein Wirtshaus und 1946 51 Häuser, 250 Einwohner, zwei Feldspat- und Mineralmühlen, zwei Gasthäuser, einen Kaufladen, eine Gemeindeschmiede, einen Tischler, einen Schuster und eine Tabaktrafik.
1900 erhielt Klein Semlowitz Anschluss an die Eisenbahnstrecke Ronsperg – Stankau. Die Eisenbahnstation Zámělíč liegt etwa 500 Meter nördlich der Ortschaft.
Nach dem Münchner Abkommen wurde Klein Semlowitz dem Deutschen Reich zugeschlagen und gehörte bis 1945 zum Landkreis Bischofteinitz.